# Adam Lacko

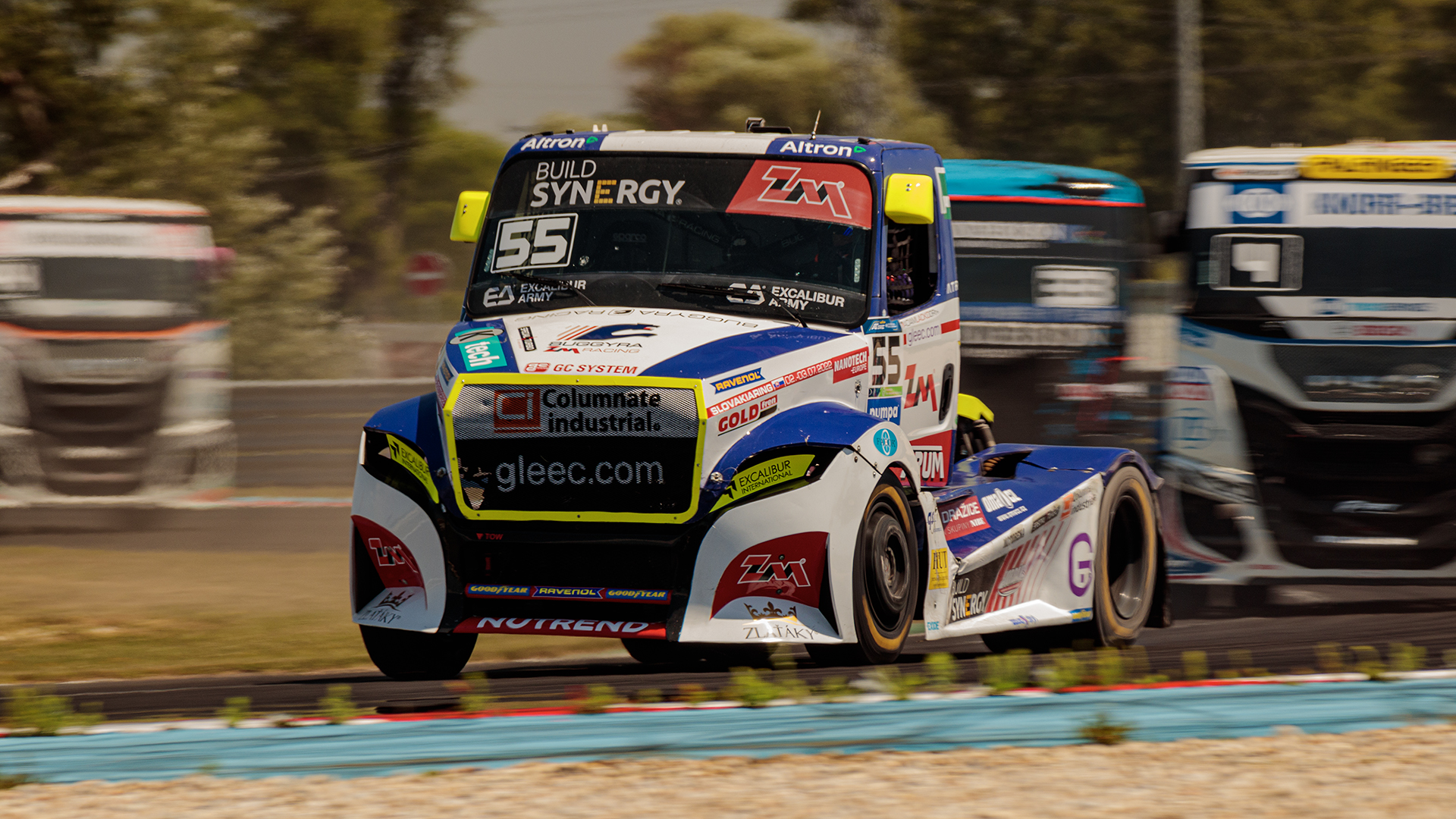

Adam Lacko (* 24. září 1984, Čeladná) je český závodní jezdec a mistr Evropy tahačů.

## Biografie
Adam Lacko začal s motorsportem v roce 1994, kdy se poprvé posadil do motokáry. Přes Škoda Octavia Cup se v roce 2003 poprvé dostal do závodního tahače a o dva roky později okusil i českou Buggyru.
Po tříletém angažmá v silných cestovních vozech se Adam vrátil zpět k truckům a v roce 2014 se stal součástí týmu Buggyra Racing. V sezóně 2015 i 2016 se Adam Lacko stal vicemistrem Evropy v závodech trucků na okruzích. V roce 2016 a 2017 se také stal vicemistrem Číny. Dlouholetá spolupráce vyvrcholila v roce 2017, kdy za stáj Buggyra Racing dosáhl vytouženého titulu a stal se Mistrem Evropy tahačů v závodech na okruzích.

## Úspěchy
- 1994–1999
  - MMČR v motokárách
- 2000
  - Česká pojišťovna – Škoda Octavia Cup, 22. místo
  - Ford Fiesta Cup, 3. místo
  - Ford Puma Cup, 2. místo
  - MMČR v motokárách, třída ICA 100, 2. místo
- 2001
  - Česká pojišťovna – Škoda Octavia Cup, 9. místo
  - MČR v motokárách, třída ICC 125, 2. místo
- 2002
  - Česká pojišťovna – Škoda Octavia Cup, 4. místo
  - Oficiální testovací jezdec Tatra Truck Racing Teamu
- 2003
  - FIA European Truck Racing Cup – kategorie Super Race Truck, nejmladší jezdec seriálu, Tatra Prima Team, Tatra Jamal EVO IV, 5. místo
- 2004
  - FIA European Truck Racing Cup – kategorie Race Truck, 3. místo, 3 vítězství
  - Oficiální testy Jaguaru V8 Star
  - Cena Jiřího Sedláře pro nejlepšího jezdce sezóny do třiadvaceti let
- 2005
  - FIA WTCC, vybrané podniky
  - FIA European Truck Racing Cup – kategorie Race Truck, vybrané podniky
  - FIA GT Championship, vybrané podniky, 14. místo
  - MMČR v závodech automobilech na okruzích, 4. místo, 3 vítězství
  - Česká pojišťovna – Škoda Octavia Cup, 9. místo, 2 vítězství
- 2006
  - FIA European Truck Racing Cup – kategorie Race Truck, 8. místo
  - Porsche Carrera Cup, vybrané podniky, 19. místo
  - MMČR v závodech automobilů na okruzích, vybrané podniky, 1 vítězství
  - Česká pojišťovna – Škoda Octavia Cup, 8. místo, 2 vítězství
- 2007
  - Porsche Carrera Cup, 17. místo
  - MMČR v závodech automobilů na okruzích, vybrané podniky, 1 vítězství
- 2008
  - FIA GT3 Championship, vybrané podniky – FIA GT Championship, vybrané podniky
  - MMČR v závodech automobilů na okruzích, vybrané podniky, 1 vítězství
  - ADAC GT Masters, vybrané podniky
- 2009
  - FIA GT Championship, vybrané podniky (5. místo v Silverstone)
  - Lamborghini Super Trofeo, vybrané podniky (2. a 3. místo v Barceloně)
- 2010
  - FIA European Truck Racing Championship – 7. místo v konečném hodnocení, dvě 2. místa (Smolensk a Most)
  - COPA de ESPANOL Truck Championship – 2. místo v konečném hodnocení
  - Lamborghini Super Trofeo – vybrané podniky
  - Mezinárodní mistrovství České republiky v závodech automobilů na okruzích – Divize 4 – vybrané podniky, 1 vítězství
  - Le Mans Series – vybrané podniky
- 2011
  - Adam Lacko startoval v roce 2011 v evropském šampionátu trucků v českém týmu MKR Team14 Juniors s tahačem Renault. Čtyřicet závodních jízd proměnil český jezdec v osmnáct pódiových umístění z čehož čtyřikrát stál na stupni nejvyšším. V celkovém pořadí pak Lacko obsadil vynikající třetí místo. Adam Lacko se zúčastnil také Mezinárodního mistrovství trucků ve Španělsku, kde skončil na druhém místě. Tečkou za úspěšnou sezónou pak byl zisk třetího místa v prestižní anketě Zlatý volant.
- 2012
  - FIA European Truck Racing Championship 2012 – MKR Team Renault – 3. místo v konečném hodnocení šampionátu
  - Copa de España 2012 (Mezinárodní mistrovství Španělska) – 2 místo v konečném hodnocení šampionátu
  - Anketa Zlatý Volant – 1. Místo v kategorii "Závody na okruzích"
- 2013
  - FIA European Truck Racing Championship 2013 – MKR Team Renault – 6. místo v konečném hodnocení šampionátu
  - Copa de España 2013 (Mezinárodní mistrovství Španělska) – 1. místo v konečném hodnocení šampionátu
  - Anketa Zlatý Volant – 4. Místo v kategorii "Závody na okruzích"
- 2014
  - FIA European Truck Racing Championship 2014 – Buggyra International Racing System – 4. místo v konečném hodnocení šampionátu
  - Copa de España 2014 (Mezinárodní mistrovství Španělska) – 2. místo v konečném hodnocení šampionátu
  - Anketa Zlatý Volant – 2. Místo v kategorii "Závody na okruzích"
- 2015
  - FIA European Truck Racing Championship 2015 – Buggyra International Racing System – 2. místo v konečném hodnocení šampionátu
  - Copa de España 2015 (Mezinárodní mistrovství Španělska) – 1. místo v konečném hodnocení šampionátu
  - Anketa Zlatý Volant – 2. Místo v kategorii "Závody na okruzích"
- 2016
  - FIA European Truck Racing Championship 2016 – Buggyra International Racing System – 2. místo v konečném hodnocení šampionátu
  - Anketa Zlatý Volant – 1. Místo v kategorii "Závody na okruzích"
- 2017 FIA European Truck Racing Championship 2017 – Buggyra International Racing System – 1. místo v konečném hodnocení šampionátu
- 2018 vicemistr Evropy[1]

## Výsledky

### Mistrovství světa cestovních vozů (WTCC)
| Rok  | Team     | Vůz                | 1        | 2        | 3         | 4         | 5     | 6     | 7     | 8     | 9     | 10    | 11       | 12       | 13    | 14    | 15    | 16    | 17    | 18    | 19    | 20    | Celkově | Body |
| ---- | -------- | ------------------ | -------- | -------- | --------- | --------- | ----- | ----- | ----- | ----- | ----- | ----- | -------- | -------- | ----- | ----- | ----- | ----- | ----- | ----- | ----- | ----- | ------- | ---- |
| 2005 | IEP Team | Alfa Romeo 156 Gta | ITA 1 25 | ITA 2 12 |           |           |       |       |       |       |       |       |          |          |       |       |       |       |       |       |       |       | NC      | 0    |
| 2005 | IEP Team | BMW 320i           |          |          | FRA 1 Ret | FRA 2 DNS | GBR 1 | GBR 2 | SMR 1 | SMR 2 | MEX 1 | MEX 2 | BEL 1 20 | BEL 2 13 | GER 1 | GER 2 | TUR 1 | TUR 2 | ESP 1 | ESP 2 | MAC 1 | MAC 2 | NC      | 0    |